# Перетворення пішака

Білий пішак перетворюється на ферзя з матом

Перетворенням пішака називають заміну пішака, що досягнув крайньої горизонталі, на ферзя, туру, слона або коня, але не короля. Перетворення пішака є продовженням ходу і, поки воно не здійнене, хід не завершений.
В понад 96 % випадків пішак перетворюється на ферзя. Втім, іноді вибирають іншу фігуру, якщо такий вибір полегшує досягнення позиції мату.
Досить поширеною є хибна думка, що пішаки можна перетворювати лише на фігури, що вже було взято, але це невірно. Пішака можна перетворити на фігуру, навіть якщо така фігура вже є на дошці. Тобто, у гравця може бути два ферзі, три тури, слона або коня одночасно.